# 고전 논리
고전 논리(古典論理, 영어: classical logic)은 기호 논리학 체계의 분류의 하나로, 널리 연구되며 비고전 논리와 대비되는 특징을 가진 논리체계를 가리킨다. 주로 표준적인 명제 논리 및 1차 술어 논리를 가리킬 때 쓰이는 말이다.

## 특징
고전 논리는 흔히 다음과 같은 특징들을 공유한다.
- 배중률 및 이중 부정 제거의 법칙
- 무모순율 및 폭발 원리
- 귀결관계의 단조법칙과 멱등법칙
- 논리곱의 교환법칙
- 드 모르간의 법칙(논리 연산자의 쌍대성)

또한 고전 논리는 명제들의 외연적 의미론으로서 참, 거짓의 대립만을 인정하는 이치 논리를 기반으로 한다.
한편 위와 같은 성질들의 일부를 받아들이지 않는 논리적 체계를 비고전 논리(non-classical logic)라 일컫는다.

## 역사
고전 논리는 수리 논리학과 분석철학의 기초에 큰 영향을 주었으며, 비교적 학문적 역사가 깊다. 그 유래는 고대 그리스 철학까지 거슬러 올라간다.
아리스토텔레스의 오르가논 등에 따른 고전적 정의에서는 명사가 그 중요한 역할을 담당하는데 이에 있어서 명사가 내포하거나 외연하는 범주는 그 종차를 한정하는 양에 기인한다. 플라톤 및 아리스토텔레스가 제시한 형식 논리학의 사유 법칙으로는 모순율, 배중률, 동일률의 원칙들이 있다.
비모순율(非矛盾律 또는 모순율)은  아리스토텔레스에 따르면 「어느 사물에 대해서 같은 관점에서 동시에, 그것을 긍정하면서 부정하는 것은 불가능하다」는 것이다. 따라서  ‘갑은 갑인 동시에 갑이 아닐 수 없다.’와 같이, 모든 사물은 그 자체와 같은 동시에 그 반대의 것과는 같을 수 없다는 원리로, 모순율은 동일률의 이면을 이른다. 한편 배중률(排中律)은 모순율에 의해 '어떤 명제와 그것의 부정 가운데 하나는 반드시 참이다'라는 원칙에 이른다. 서로 모순되는 두 가지의 판단이 모두 참이 아닐 수는 없다는 원리이다. 따라서 동일률(同一律)은  '모든 대상은 그 자체와 같다'는 논리학상의 근본 요구를 나타내는 원리가 되며, ‘갑은 갑이다.’의 꼴로 표현된다. 동일률은 모순율과 배중률이 전제되어야 하며, 이처럼 이들 세 원칙들은 서로 상관관계가 있다.
현대 논리학의 선구자로 평가받는 고틀로프 프레게는 《개념표기》(Begriffsschrift)에서 명제 논리를 체계화하고 술어 논리에까지 확장하였다.

## 동일률
동일율로 인해 A를 A로 다루고 B를 B로 다룰수있게됨으로써  A와 B의 관계를 다룰수있게 되는 점에서 뿐만아니라  모순율 그리고  이어서 배중율을 통해서 이러한 동일율이 확인된다는 점에서 동일율은 '정의'의 유한성으로 인한 불완전함에도 불구하고 원시적 정의(primitive concept)로서 이를 가능하게는 중요한 역할을 수행할 수 있다.
한편 비형식 논리학으로 언급되는 임마누엘 칸트는 1755년 그의 논문 '형이상학적 인식의 제1원리에 대한 새로운 설명'(Principiorum primorum cognitionis metaphysicae nova dilucidatio)에서 기존의 형식 논리학이 모순율을 제1원리(First Principle)로 다루는 입장에 대해서 동일율을 제1원리로 기술한바있다.

## 같이 보기
- 명제 논리
- 술어 논리
- 삼단논법
- 대당사각형
- 직관 논리